# خوسيه إنريكي أنغولو
خوسيه إنريكي أنغولو هو لاعب كرة قدم إكوادوري، ولد في 3 فبراير 1995 في كانتون سان لورينزو في الإكوادور. لعب مع نادي غرناطة.

## وصلات خارجية
- خوسيه إنريكي أنغولو على موقع قاعدة بيانات كرة القدم.إي يو (الإنجليزية)
- خوسيه إنريكي أنغولو على موقع Soccerway.com (الإنجليزية)
- خوسيه إنريكي أنغولو على موقع عالم كرة القدم.نت (الإنجليزية)
- خوسيه إنريكي أنغولو على موقع AS.com (الإسبانية)